# Wikționar
Wiktionary sau Wikționar (în limba română: mai bine zis „Dicționarul Wikipedia”) este un proiect-frate al Wikipediei ce își propune să creeze un dicționar wiki liber în fiecare limbă. Ideea aparține lui Daniel Alston. Versiunea în limba engleză și-a început dezvoltarea pe 12 decembrie 2002. Wikționarul este etimologic: „wik”, de la Wikipedia, „ționar” de la Dicționar.
Wikționarul are peste 8 milioane de definiții în limba engleză, peste 169 000 în limba română și versiuni multilinguale în peste 170 de limbi.